# Helmut Zander
Helmut Zander (* 13. Juli 1957 in Oberaußem) ist ein deutscher Religionshistoriker und römisch-katholischer Theologe.

## Leben und Wirken
Zander wuchs in Oberaußem auf  und engagierte sich in der katholischen Jugend der dortigen Pfarrgemeinde St. Vinzentius. Nach seinem Abitur im Jahr 1976 am Erftgymnasium in Bergheim studierte er Geschichte, Politikwissenschaft, Vergleichende Religionswissenschaft und Theologie. 1987 wurde er bei Hans-Adolf Jacobsen an der Universität Bonn mit einer Arbeit über die Rolle der Christen in den Friedensbewegungen der beiden deutschen Staaten promoviert. 2002 habilitierte er sich an der Humboldt-Universität zu Berlin mit einer Arbeit zur Geschichte der Theosophie und der Anthroposophie.
Als Nachfolger des 2009 verstorbenen Anand Nayak lehrt Zander seit 2011 als Professor für vergleichende Religionsgeschichte und interreligiösen Dialog an der Theologischen Fakultät der Universität Freiburg (Schweiz). Die Schwerpunkte seiner Forschung sind die europäische Religionsgeschichte und aktuelle Entwicklungen in der Anthroposophie. Seit 2014 gehört er dem Vorstand der Schweizerischen Gesellschaft für Religionswissenschaft an.
Bekannt wurde Zander vor allem mit einer Monographie zur Geschichte der Anthroposophie in Deutschland (2007) und mit einer Biographie über deren Begründer Rudolf Steiner (2011). Hierüber kam es zu einer umfangreichen Diskussion in Wissenschaftskreisen, die sich auch in Publikationen niederschlug. Rezensenten bescheinigten ihm ein kritisches Verhältnis zu Steiner und dessen Lehre. Die Erziehungswissenschaftlerin Sabine Hering befand in ihrer Rezension: „Er sagt niemandem den Kampf an, er rechtfertigt sich nicht, er erläutert genau genommen noch nicht einmal seine Interessenlage.“

## Schriften (Auswahl)
- Die Christen und die Friedensbewegungen in beiden deutschen Staaten: Beiträge zu einem Vergleich für die Jahre 1978–1987. Duncker & Humblot, Berlin 1989, ISBN 3-428-06641-3 (= Beiträge zur politischen Wissenschaft, Band 54, zugleich Dissertation Universität Bonn 1987.)
- Reinkarnation und Christentum. Rudolf Steiners Theorie der Wiederverkörperung im Dialog mit der Theologie. Schöningh, Paderborn 1995, ISBN 3-506-79769-7.
- Geschichte der Seelenwanderung in Europa. Alternative religiöse Traditionen von der Antike bis heute. Primus, Darmstadt 1999, ISBN 3-89678-140-5.
- Anthroposophie in Deutschland. Theosophische Weltanschauung und gesellschaftliche Praxis 1884–1945. 2 Bände. Vandenhoeck & Ruprecht, Göttingen 2007, ISBN 978-3-525-55452-4. (Habilitationsschrift Universität Berlin 2002, unter dem Titel Geschichte der Theosophie und Anthroposophie, 1884 bis 1945).
- Rudolf Steiner. Die Biografie. Piper, München und Zürich 2011, ISBN 978-3-492-05448-5.[10]
- „Europäische“ Religionsgeschichte. Religiöse Zugehörigkeit durch Entscheidung – Konsequenzen im interkulturellen Vergleich. De Gruyter Oldenbourg,  Berlin/Boston 2015, ISBN 978-3-11-041797-5.
- Von der Dämonologie zum Unbewussten. Die Transformation der Anthropologie um 1800. Hg. mit Maren Sziede. De Gruyter Oldenbourg, Berlin/Boston 2015, ISBN 978-3110379815.
- Die Anthroposophie. Rudolf Steiners Ideen zwischen Esoterik, Weleda, Demeter und Waldorfpädagogik. Verlag Ferdinand Schöningh 2019, ISBN 978-3-506-79225-9.